# Sławuticz Smoleńsk
Sławuticz Smoleńsk (ros. ХК Славутич Смоленск) – rosyjski klub hokeja na lodzie z siedzibą w Smoleńsku.

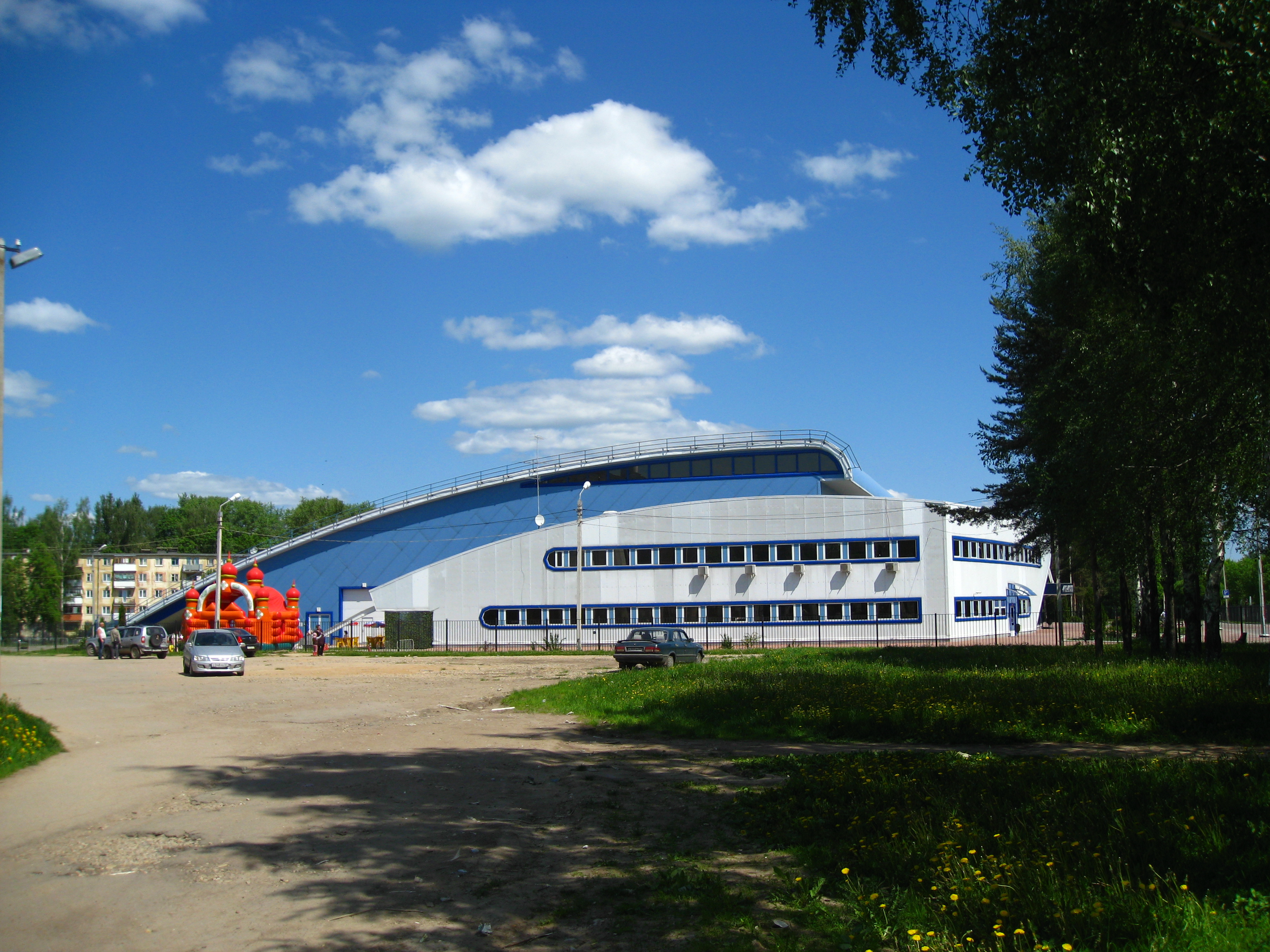
Lodowisko klubu

## Historia
Klub został założony w 2010. Nazwa została zaczerpnięta z dawnej nazwy rzeki Dniepr. Drużyna podjęła występy w trzeciej rosyjskiej klasie rozgrywkowej, od 2011 pod nazwą Rossijskaja Chokkiejnaja Liga (RHL), od 2015 w przemianowanej lidze WHL-B. Prezesem klubu był Maksim Szkadow, trenerem Dmitrij Maksimow, a asystentami Andriej Matwiejenko i Aleksiej Mierkiesow.
Sławuticz występował w tych rozgrywkach do sezonu 2016/2017, po czym został wycofany z ligi.

## Sukcesy
- Złoty medal RHL: 2012, 2014
- Brązowy medal RHL: 2013
- Srebrny medal WHL-B: 2017